# أسامة علي ماهر
أسامة علي ماهر (بالسويدية: Osama Ali Maher)‏ هو سياسي سويدي، ولد في 15 ديسمبر 1968. حزبياً، نشط في حزب التجمع المعتدل. وقد انتخب عضو البرلمان السويدي ‏.